# Pericallimyia bequaerti
Pericallimyia bequaerti är en tvåvingeart som beskrevs av Charles Howard Curran 1931. Pericallimyia bequaerti ingår i släktet Pericallimyia och familjen spyflugor. Inga underarter finns listade i Catalogue of Life.